# (8778) 1931 TD3
1931 تي دي 3 (ويعرف أيضًا باسم (8778) 1931 تي دي 3 وفق تسمية الكوكب الصغير) (بالإنجليزية: 1931 TD3)‏ هو كويكب ضمن حزام الكويكبات؛ وترتيبه 8778 من حيث الاكتشاف.
اكتُشف هذا الجُرم الفلكي بواسطة كلايد تومبو في 10 أكتوبر 1931.

## وصلات خارجية
- (8778) 1931 TD3 في قاعدة بيانات مختبر الدفع النفاث لأجرام النظام الشمسي الصغيرة

- الاكتشاف · مخطط المدار ·  العناصر المدارية · المعلمات المادية

- (8778) 1931 TD3 على موقع ويكي سكاي: DSS2, SDSS, GALEX, IRAS, Hydrogen α, X-Ray, Astrophoto, Sky Map, Articles and images